# Erigone (Gattung)
|  | Dieser Artikel wurde aufgrund von formalen oder inhaltlichen Mängeln in der Qualitätssicherung Biologie zur Verbesserung eingetragen. Dies geschieht, um die Qualität der Biologie-Artikel auf ein akzeptables Niveau zu bringen. Bitte hilf mit, diesen Artikel zu verbessern! Artikel, die nicht signifikant verbessert werden, können gegebenenfalls gelöscht werden. Lies dazu auch die näheren Informationen in den Mindestanforderungen an Biologie-Artikel. |

Erigone ist eine Gattung aus der Familie der Baldachinspinnen (Linyphiidae). Die Gattung umfasst ca. 163 Arten. Die Arten werden maximal 1,5 bis drei Millimeter groß und besiedeln individuenreich weltweit alle Klimazonen inklusive arktischer und alpiner Habitate und Küsten, dort selbst die Gezeitenzone.
In Mitteleuropa sind etwa 14 Arten heimisch. Die häufigsten sind Erigone atra (wahrscheinlich die häufigste Webspinne in Mitteleuropa), Erigone dentipalpis und Erigone arctica.